# James Léa Siliki
James Edward Manfred Léa Siliki (Sarcelles, 12 juni 1996) is een Kameroens-Frans voetballer die doorgaans speelt als middenvelder. In juli 2025 verliet hij FC Gloria Buzău. Léa Siliki maakte in 2021 zijn debuut in het Kameroens voetbalelftal.

## Clubcarrière
Léa Siliki speelde in de jeugd van RC Gonesse en werd in 2004 opgenomen in de jeugdopleiding van Paris Saint-Germain. Bij deze club speelde hij zeven jaar, voor hij naar EA Guingamp vertrok. Medio 2014 sloot de middenvelder zich aan bij de opleiding van Stade Rennais. Bij die club maakte hij ook zijn professionele debuut, toen op 28 januari 2017 met 1–1 gelijkgespeeld werd tegen FC Nantes. De bezoekers kwamen op voorsprong via Jules Iloki, maar door een treffer van Joris Gnagnon eindigde de wedstrijd gelijk. Léa Siliki begon op de reservebank, maar van coach Christian Gourcuff mocht hij twaalf minuten voor tijd invallen voor Aldo Kalulu.
De middenvelder maakte zijn eerste doelpunt voor Stade Rennais op 17 januari 2018. Op die dag kwam Lille met 1–0 voor door een treffer van Júnior Alonso. Léa Siliki viel negen minuten voor tijd in voor Yoann Gourcuff en tekende vier minuten later voor de gelijkmaker op aangeven van Benjamin Bourigeaud. Door een doelpunt van Benjamin André in de laatste minuut van de officiële speeltijd won Stade Rennais de wedstrijd met 1–2. Na het seizoen 2017/18 werd zijn speeltijd elke jaargang wat minder.
In de zomer van 2021 werd Léa Siliki voor een jaar verhuurd aan Middlesbrough, dat tevens een optie tot koop verkreeg op de middenvelder. Deze optie werd niet gelicht. Na een jaar keerde Léa Siliki terug naar Stade Rennais, dat hem transfervrij liet vertrekken naar Estoril. In Portugal tekende hij voor drie seizoenen. In september 2023 besloten Léa Siliki en Estoril in onderling overleg uit elkaar te gaan. In februari van het jaar erop tekende hij voor Gençlerbirliği. Van juli 2024 tot februari 2025 zat hij zonder club, tot FC Gloria Buzău hem contracteerde.

## Clubstatistieken
| Seizoen | Club            | Competitie    | Competitie | Competitie | Beker | Beker | Internationaal | Internationaal | Totaal | Totaal |
| Seizoen | Club            | Competitie    | Wed.       | Dlp.       | Wed.  | Dlp.  | Wed.           | Dlp.           | Wed.   | Dlp.   |
| ------- | --------------- | ------------- | ---------- | ---------- | ----- | ----- | -------------- | -------------- | ------ | ------ |
| 2016/17 | Stade Rennais   | Ligue 1       | 1          | 0          | 1     | 0     | —              | —              | 2      | 0      |
| 2017/18 | Stade Rennais   | Ligue 1       | 32         | 3          | 4     | 0     | —              | —              | 36     | 3      |
| 2018/19 | Stade Rennais   | Ligue 1       | 24         | 0          | 4     | 0     | 6              | 0              | 34     | 0      |
| 2019/20 | Stade Rennais   | Ligue 1       | 20         | 0          | 6     | 1     | 3              | 0              | 29     | 1      |
| 2020/21 | Stade Rennais   | Ligue 1       | 7          | 0          | 1     | 0     | 4              | 0              | 12     | 0      |
| 2021/22 | → Middlesbrough | Championship  | 11         | 0          | 0     | 0     | —              | —              | 11     | 0      |
| 2022/23 | Estoril         | Primeira Liga | 22         | 3          | 1     | 0     | —              | —              | 23     | 3      |
| 2023/24 | Gençlerbirliği  | 1. Lig        | 9          | 0          | 0     | 0     | —              | —              | 9      | 0      |
| 2024/25 | FC Gloria Buzău | Liga 1        | 4          | 0          | 0     | 0     | —              | —              | 4      | 0      |
| Totaal  | Totaal          | Totaal        | 130        | 6          | 17    | 1     | 13             | 0              | 160    | 7      |

Bijgewerkt op 14 mei 2025.

## Interlandcarrière
Léa Siliki maakte zijn debuut in het Kameroens voetbalelftal op 4 juni 2021, toen met 0–1 gewonnen werd van Nigeria dankzij een doelpunt van André-Frank Zambo Anguissa. Léa Siliki moest van bondscoach Toni Conceição op de reservebank beginnen en hij viel zeven minuten voor het einde van de wedstrijd in voor Karl Toko Ekambi. De andere Kameroense debutanten dit duel waren Jean-Claude Billong (Hatayspor), Duplexe Tchamba (Strømsgodset) en Yvan Neyou (Saint-Étienne).
| Interlands van James Léa Siliki voor Kameroen | Interlands van James Léa Siliki voor Kameroen | Interlands van James Léa Siliki voor Kameroen | Interlands van James Léa Siliki voor Kameroen | Interlands van James Léa Siliki voor Kameroen | Interlands van James Léa Siliki voor Kameroen | Interlands van James Léa Siliki voor Kameroen |
| №                                             | Datum                                         | Wedstrijd                                     | Uitslag                                       | Competitie                                    | Goals                                         |                                               |
| Als speler bij Stade Rennais                  | Als speler bij Stade Rennais                  | Als speler bij Stade Rennais                  | Als speler bij Stade Rennais                  | Als speler bij Stade Rennais                  | Als speler bij Stade Rennais                  | Als speler bij Stade Rennais                  |
| --------------------------------------------- | --------------------------------------------- | --------------------------------------------- | --------------------------------------------- | --------------------------------------------- | --------------------------------------------- | --------------------------------------------- |
| 1                                             | 4 juni 2021                                   | Nigeria – Kameroen                            | 0 – 1                                         | Vriendschappelijk                             |                                               |                                               |
| 2                                             | 8 juni 2021                                   | Kameroen – Nigeria                            | 0 – 0                                         | Vriendschappelijk                             |                                               |                                               |
| Als speler bij Middlesbrough                  |                                               |                                               |                                               |                                               |                                               |                                               |
| 3                                             | 6 september 2021                              | Ivoorkust – Kameroen                          | 2 – 1                                         | WK 2022 kwalificatie                          |                                               |                                               |
| 4                                             | 8 oktober 2021                                | Kameroen – Mozambique                         | 3 – 1                                         | WK 2022 kwalificatie                          |                                               |                                               |
| 5                                             | 11 oktober 2021                               | Mozambique – Kameroen                         | 0 – 1                                         | WK 2022 kwalificatie                          |                                               |                                               |
| 6                                             | 13 november 2021                              | Malawi – Kameroen                             | 0 – 4                                         | WK 2022 kwalificatie                          |                                               |                                               |
| 7                                             | 16 november 2021                              | Kameroen – Ivoorkust                          | 1 – 0                                         | WK 2022 kwalificatie                          |                                               |                                               |
| 8                                             | 13 januari 2022                               | Kameroen – Ethiopië                           | 4 – 1                                         | AK 2021                                       |                                               |                                               |
| 9                                             | 17 januari 2022                               | Kameroen – Kaapverdië                         | 1 – 1                                         | AK 2021                                       |                                               |                                               |
| 10                                            | 24 januari 2022                               | Kameroen – Comoren                            | 2 – 1                                         | AK 2021                                       |                                               |                                               |
| 11                                            | 3 februari 2022                               | Kameroen – Egypte                             | 0 – 0 (1 – 3 n.s.)                            | AK 2021                                       |                                               |                                               |

Bijgewerkt op 14 mei 2025.

## Erelijst
| Coupe de France | 1 | 2018/19 |